# ديفيد غراي (لاعب كرة قدم بريطاني)
ديفيد غراي (بالإنجليزية: David Gray)‏ (13 أبريل 1923 في المملكة المتحدة - ) هو لاعب كرة قدم بريطاني في مركز نصف الجناح. لعب مع برادفورد سيتي وأوست تاون ‏.